# Pyrgacrididae
Los piracríridos (Pyrgacrididae) son una familia de insectos ortópteros celíferos que contiene un solo género. Pyrgacris. Es endémica de las Mascareñas.

## Especies
Según Orthoptera Species File (31 mars 2010):
- Pyrgacris descampsi Kevan, 1976
- Pyrgacris relictus Descamps, 1968